# Plinta

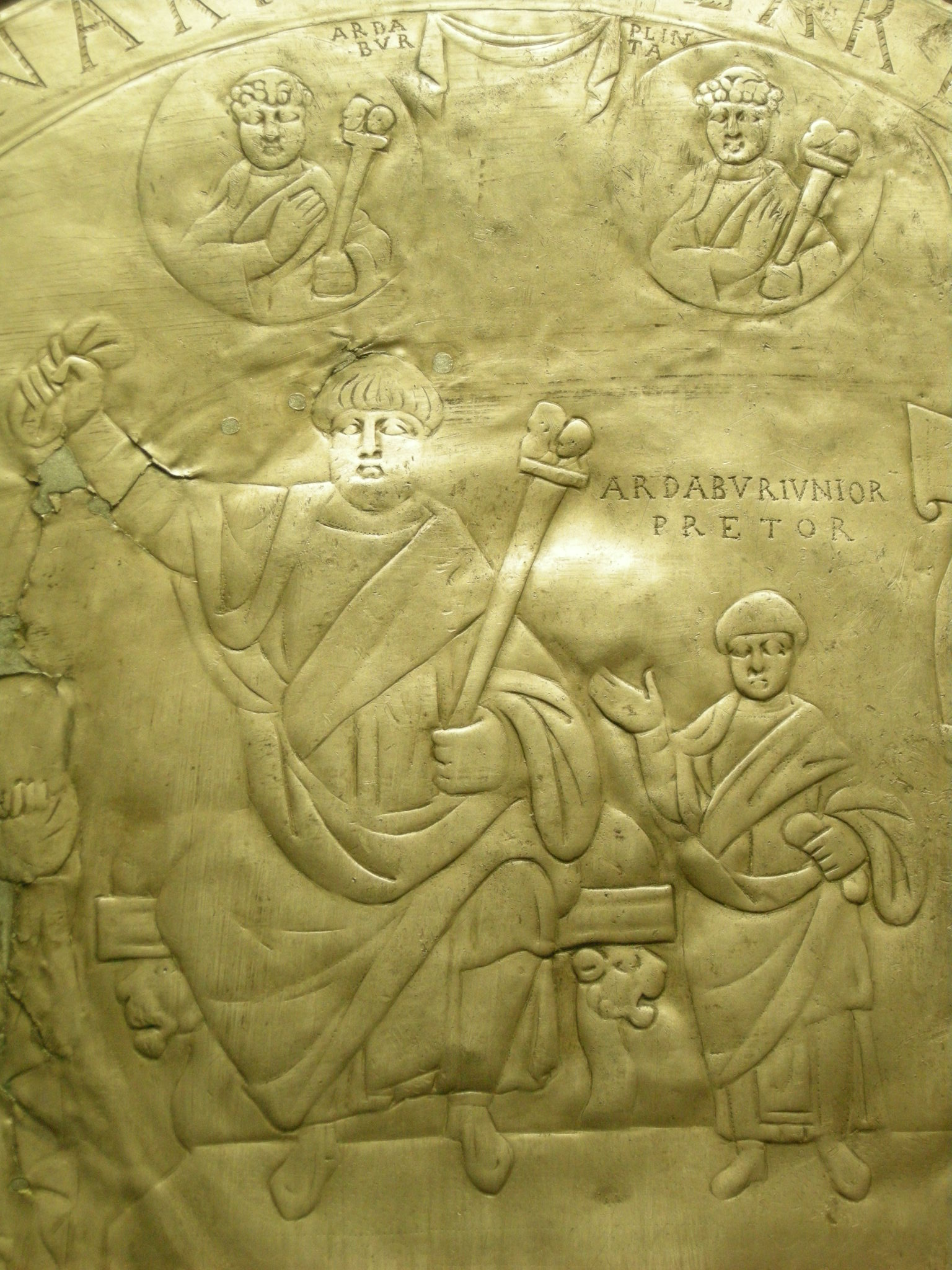
Un detalle del Missorium de Aspar. Sobre Aspar y su hijo Ardabur, hay dos imagines clipeatae que representan a Flavius Ardabur y Plinta (a la derecha).

Flavio Plinta (floruit 418-438) fue un político y general del Imperio Romano de Oriente.

## Biografía
Era un godo, relacionado con Aspar, tal vez su suegro. En 450 su hija fue entregada en matrimonio por Teodosio II a Constancio, el secretario de Atila.
En 418, como Comes, suprimió una revuelta en Palestina, y fue tal vez en vista de este éxito que al año siguiente, en 419, fue nombrado Cónsul y Magister militum praesentialis.
Plinta tuvo una gran influencia en la corte. En 431 intentó, sin éxito, colocar a Saturnino en el trono episcopal de Marcianopolis en lugar del nestoriano Doroteo. En 432, aconsejó al obispo de Antioquía, Juan, que aceptara la mediación del emperador Teodosio II y se reconciliara con el patriarca de Alejandría, Cirilo. Entre 435 y 440 le pidió al emperador que lo enviara como embajador, junto con Flavio Dionisio, a Rugila, el rey de los hunos. Después de la muerte de Rugila, Plinta y Epigenes fueron enviados a su sucesor, Atila, con quien concluyeron la Paz de Horreum Margi.